# Ocnogyna herrichi
Ocnogyna herrichi là một loài bướm đêm thuộc phân họ Arctiinae, họ Erebidae.